# Castillo de El Barco de Ávila
El castillo de El Barco de Ávila o castillo de Valdecorneja es un castillo originario del siglo XII que se sitúa dominando el río Tormes y el puente, en el punto más elevado del valle, en la Provincia de Ávila, España, y que actualmente pertenece al Ayuntamiento de El Barco de Ávila. El castillo forma una estampa muy bella con el puente que salva las aguas del Tormes. 

## Historia
Construido sobre un castro vetón que fue destruido por los romanos. Fue edificado en el siglo XII y reconstruido en el siglo XIV. 
Tras ser conquistado a los árabes, el rey Alfonso VI donó el Señorío de Valdecorneja a su hija y su yerno Ramón de Borgoña para que fuera repoblado. A comienzos del siglo XIV Enrique II de Trastamara donó estas tierras a la Casa de Alba en la persona de Don García Álvarez de Toledo. La Casa de Alba se encargó de construir el castillo. El Gran Duque Don Fernando Álvarez de Toledo tuvo en este castillo su segunda morada.
Durante la Guerra de la Independencia sufrió un importante deterioro, no sólo por el conflicto bélico en sí mismo sino también porque sus piedras fueron empleadas para construir viviendas particulares. La antigua arquería interior (que, al parecer, conformaba una galería doble en la cara interior de la torre) fue desmontada y recompuesta para dotar de soportales al edificio consistorial, situado en la plaza Mayor. Entre los años 1851 y 1904 el interior del recinto del castillo se utilizó como cementerio municipal, lo que acrecentó su deterioro.
A día de hoy, el exterior se encuentra en perfecto estado tras las restauraciones llevadas a cabo en 1985 y 2004, respetando su perímetro original. Se reparó el pavimento y en parte la torre del homenaje. 
El acceso al monumento es libre y se puede observar el pozo situado en el centro del patio, un aljibe abovedado, excavado en la roca del subsuelo, y las ventanas y miradores antiguos con dobles arcos apuntados. El patio es utilizado para determinados actos culturales que se celebran en esta localidad.

## Descripción
Su planta es cuadrada y su superficie puede calcularse en 1700 m², sin tener en cuenta las dependencias desaparecidas como el foso y contrafoso, el rastrillo, el palomar, las caballerizas, etc.

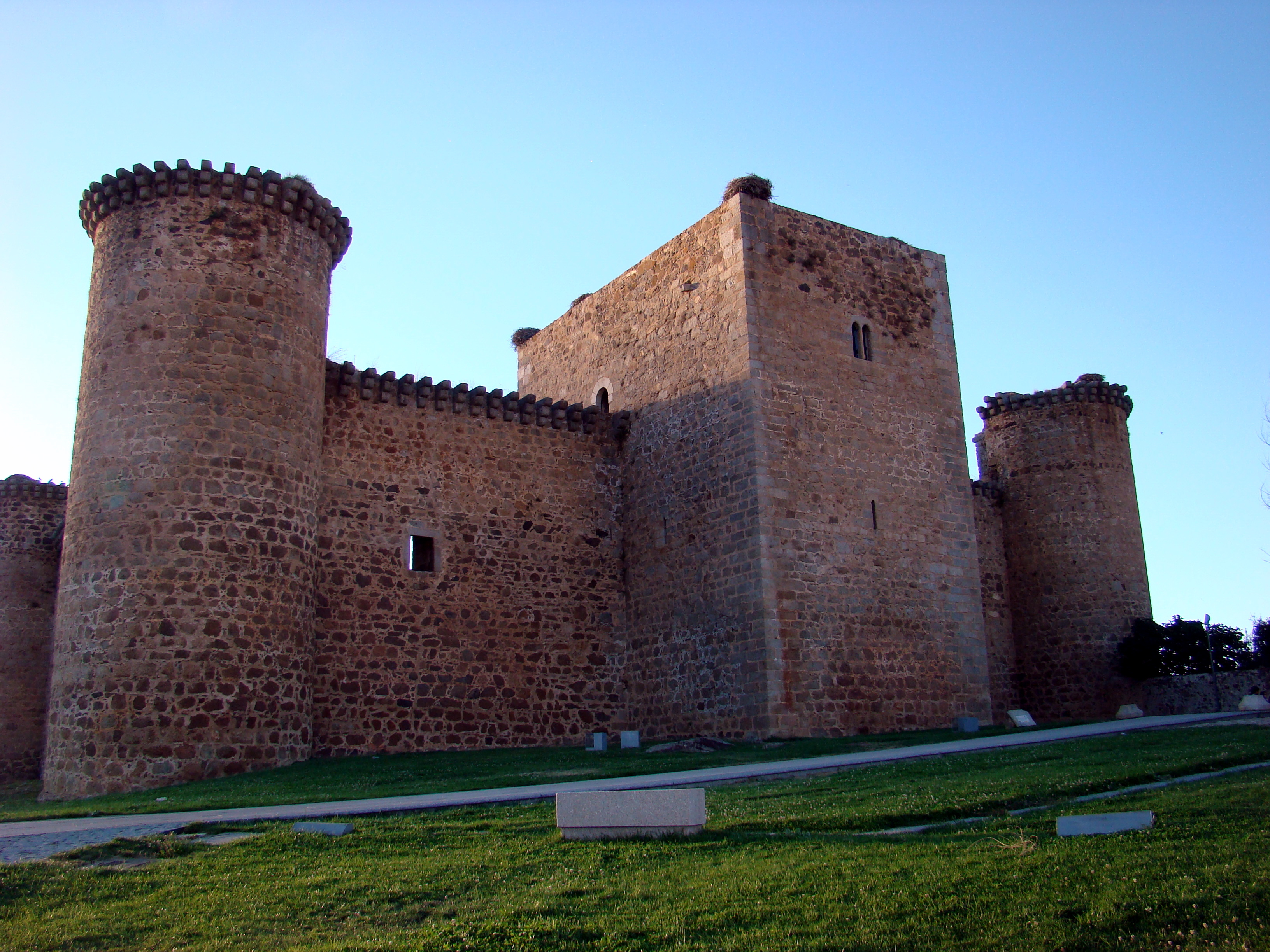
Vista este y torre del homenaje.

La puerta principal es de arco gótico con grandes dovelas. A la derecha de la puerta, se alza defendiendo dicha puerta la torre del homenaje, cuadrada, desde la cual se accede a las almenas y torreones. Desde ellos se domina todo el valle y las sierras circundantes.
En el interior del castillo, inicialmente existía un patio de armas con un surtidor en el centro donde se practicaba y una galería de arcadas y columnas románicas adornada con una bellísima crestería gótica, conservándose parte de la misma en una casa de la Plaza Mayor. Como este castillo fue en su primera época puramente militar, al habitarlo los señores de Valdecorneja, condes y duques de Alba de Tormes, resultó estrecho e incómodo. A finales del siglo XV se transformó el patio de armas en un patio de honor.

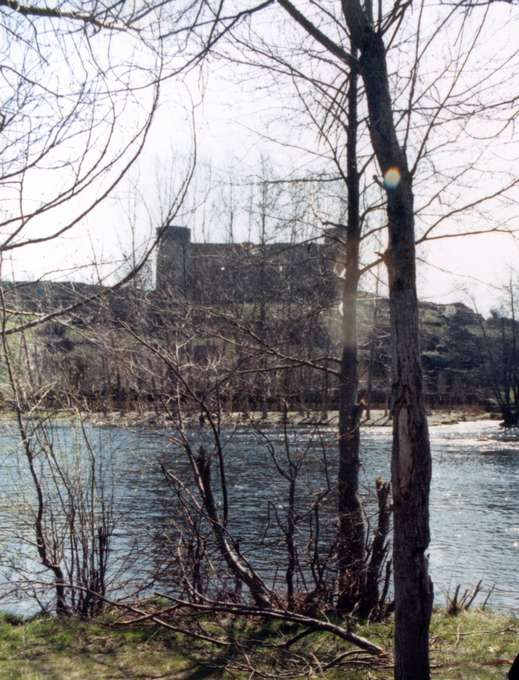
Vista del castillo sobre el río Tormes.

Las habitaciones de las damas estaban situadas en línea paralela a la cuesta de la Viñas. Las de los caballeros daban a la vista del Puerto de Tornavacas. Todo ello en el segundo piso.
En la parte noble del castillo se hallaba el tocador, la capilla, los comedores y el gran salón de juntas y audiencias. Existían hermosas ventanas con ajimeces y asientos junto a otros de distintas épocas.
También existe una pequeña puerta de escape que conduce a un paraje de lomas que descienden hasta el río.

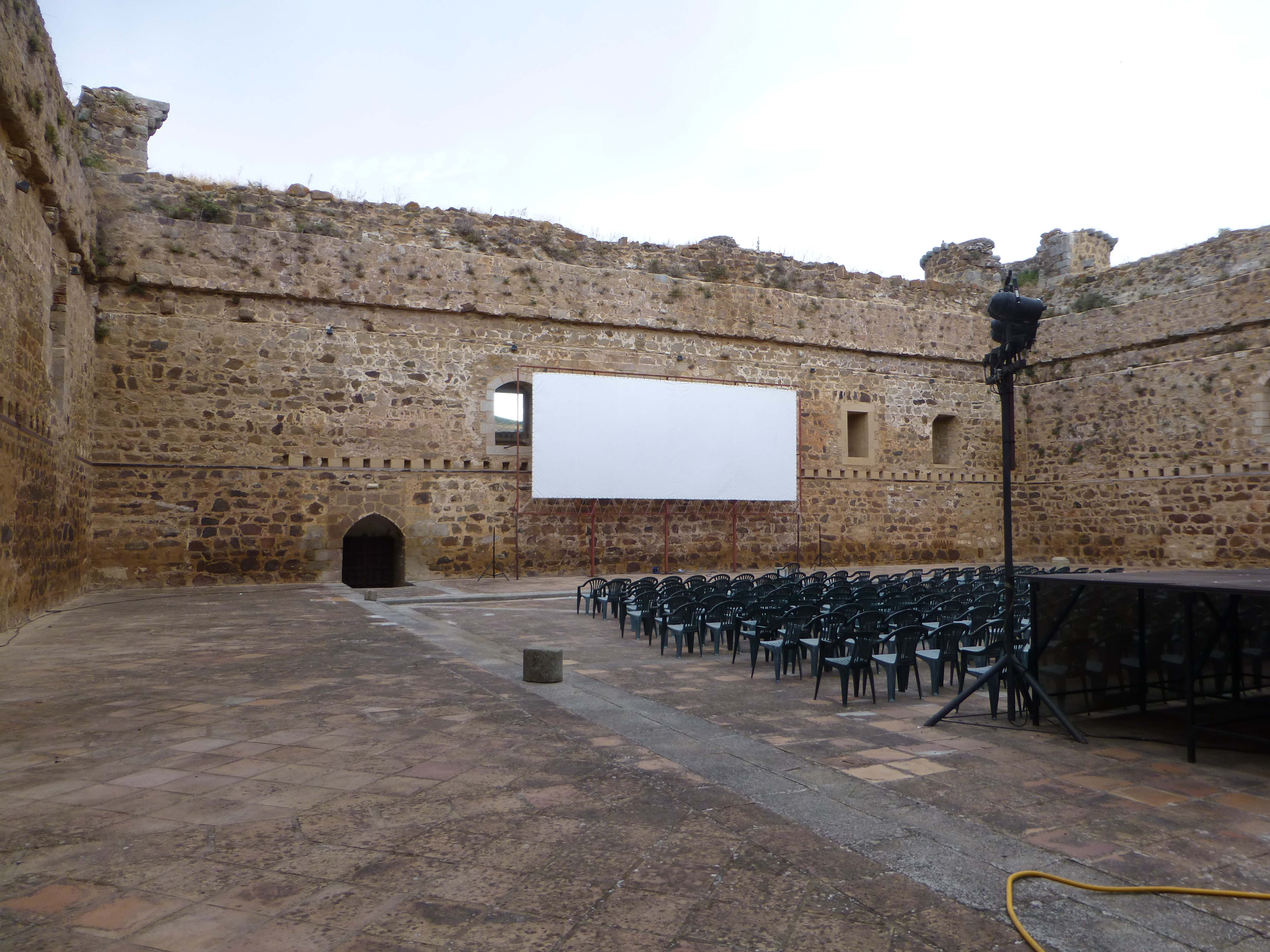
Patio de armas del castillo.